# Грэм, Барбара
Ба́рбара Грэм (англ. Barbara Graham, 26 июня 1923 — 3 июня 1955) — американская убийца и проститутка. За нападение и убийство Мейбл Монохен была казнена в газовой камере в тюрьме Сан-Квентин, Калифорния.

## Ранние годы
Барбара родилась в городе Окленд, штат Калифорния. Её несовершеннолетняя мать попала в колонию для малолетних правонарушителей, когда Барбаре было всего 2 года. Воспитанием девочки занимались приёмные семьи. Получить образование Грэм не смогла и вскоре была арестована полицией за бродяжничество и была размещена в школе для девочек, там же жила её мать.
В 1939 Барбара окончила школу, вскоре вышла замуж, родила сына и поступила в университет. Брак получился неудачным и, уже в 1941 году Барбара и её муж развелись. Она пыталась сделать ещё две неудачные попытки выйти замуж и родила второго ребёнка.
После неудачной семейной жизни Грэм начала заниматься проституцией и много раз попадала за это в полицию. Позже уехала в Сан-Франциско, где продолжила работать проституткой. Там она увлеклась азартными играми и завела знакомства с преступниками. Как говорят, после череды неудач Барбара решила стать проституткой и в ходе Второй мировой войны «работала» вблизи военных баз.
В 1947 году была заключена под стражу на 5 лет за дачу ложных показаний в суде против двоих своих друзей. В 1949 году была освобождена под испытательный срок. После освобождения она переехала в Лос-Анджелес и снова занялась проституцией. В 1953 году вышла замуж в четвёртый раз за Генри Грэма, взяла его фамилию и родила ещё одного ребёнка — Томми. Генри был наркоманом и уголовником со стажем, через него Барбара познакомилась с другими преступниками: Джеком Санто и Эмметтом Перкинсом. От последнего она получила информацию о том, что в доме у богатой пожилой женщины Мейбл Монохен находится крупная сумма денег.

## Убийство Мейбл Монохен
В марте 1953 года Барбара Грэм с тремя сообщниками, под предлогом просьбы воспользоваться телефоном, ворвалась в дом к Мейбл Монохен и начала требовать у старушки деньги. Мейбл не дала преступникам ничего, и тогда, согласно показаниям Барбары, кто-то из её сообщников ударил Мейбл по голове рукояткой пистолета. Но Мейбл и дальше отказывалась выдать деньги, и тогда банда задушила Мейбл подушкой. Обыскав дом и ничего не найдя, преступники покинули его. Позже выяснилось, что все ценности лежали в шкафу, возле места убийства.

## Арест и казнь
Некоторых участников убийства поймали в ходе проведения расследования, один из сообщников Барбары Грэхэм согласился пройти по делу как свидетель в обмен на защиту от тюрьмы и смертной казни. Он дал показания против Барбары, хотя она сама настаивала на своей невиновности. У Барбары были хорошие шансы оправдаться, пока она не решила заключить «сделку» на 25 000 долларов с одной из заключённых, Донной Ноус, которая взамен свела её со своим другом Сэмом Сирианни, который, в свою очередь, должен был в суде дать лжепоказания, обеспечивающие Барбаре алиби на ночь убийства. На деле же Ноус, которая была приговорена к году заключения и пятилетнему испытательному сроку за непреднамеренное убийство в автомобильной аварии, пошла на сделку с полицией, которая попросила её свести Барбару с Сиранни (который, в свою очередь, был полицейским), за что ей смягчили наказание, сильно сократив срок. Во время встреч с Барбарой Сиранни тайком записывал их беседы на магнитофон и, обсуждая с ней алиби, он добился того, что Барбара прямым текстом сказала, что в была ту ночь в компании остальных обвиняемых.
3 июня 1955 года в 11:30 она была казнена в газовой камере, хотя изначально казнь была запланирована на 10:00, но по ряду причин она несколько раз откладывалась. Когда её вели в газовую камеру, она попросила повязку на глаза, чтобы не видеть лиц, наблюдавших за казнью. Её последние слова были: «Хорошие люди уверены, что они всегда правы». Она была похоронена в городе Сант-Рафел.
В 1966 году, в значительной мере именно под влиянием дела Барбары Грэм, Верховный Суд США вынес решение, согласно которому методы получения признательных показаний путём тактики принуждения, манипуляций или введения обвиняемого в заблуждение, как это было с Барбарой, отныне признавались недопустимыми.

## Экранизация
- Я хочу жить! (англ. I Want to Live!) — американский фильм-биография о Барбаре Грэм 1958 года выпуска, снятый режиссёром Робертом Уайзом. В главной роли — Сьюзан Хейуорд. Мировая премьера фильма состоялась 18 ноября 1958 года. Фильм получил 6 номинаций на премию «Оскар-1959» и в одной из них, «Лучшая женская роль» (Сьюзан Хейуорд), победил.